# Eudorylas flavicornis
Eudorylas flavicornis är en tvåvingeart som först beskrevs av Samuel Wendell Williston  1892.  Eudorylas flavicornis ingår i släktet Eudorylas och familjen ögonflugor. Inga underarter finns listade i Catalogue of Life.